# EM i håndbold 2006 (kvinder)
Europamesterskabet i håndbold 2006 for kvinder var det 7. kvinde-EM i håndbold. Slutrunden blev afviklet i Sverige i perioden 7. – 17. december 2006.
Mesterskabet blev det første EM i kvindehåndbold uden deltagelse af Rumænien, der blev slået i kvalifikationen af Serbien og Montenegro.

## Kvalifikation

### Kvalifikationsrunde
De 12 lavest rangerede hold spillede om syv pladser i playoff-kampene. Holdene blev inddelt i to grupper med 6 hold, hvorfra de fire/tre bedste hold i hver grupper gik videre til playoff.
| Gruppe 1  | Kampe | Mål     | Point |
| --------- | ----- | ------- | ----- |
| Bulgarien | 5     | 161-138 | 9     |
| Italien   | 5     | 151-140 | 6     |
| Tyrkiet   | 5     | 164-145 | 6     |
| Island    | 5     | 137-129 | 5     |
| Schweiz   | 5     | 137-136 | 4     |
| Belgien   | 5     | 105-167 | 0     |

| Gruppe 2     | Kampe | Mål     | Point |
| ------------ | ----- | ------- | ----- |
| Slovakiet    | 5     | 187-113 | 9     |
| Portugal     | 5     | 154-117 | 9     |
| Litauen      | 5     | 151-143 | 6     |
| Aserbajdsjan | 5     | 145-156 | 4     |
| Grækenland   | 5     | 125-157 | 2     |
| Finland      | 5     | 100-176 | 0     |

### Play-off
De syv hold fra kvalifikationsrunden spillede sammen med de 13 seedede hold om 10 pladser ved EM-slutrunden. De tyve hold blev parret to og to, og de ti samlede vindere kvalificerede sig til EM-slutrunden sammen med de seks direkte kvalificerede hold: Danmark, Norge, Rusland, Sverige, Tyskland og Ungarn.
| Kamp                          | Samlet | 1.kamp | 2.kamp |
| ----------------------------- | ------ | ------ | ------ |
| Island - Makedonien           | 47-55  | 23-28  | 24-27  |
| Kroatien - Portugal           | 51-48  | 31-29  | 20-19  |
| Frankrig - Tyrkiet            | 64-53  | 29-29  | 35-24  |
| Slovenien - Bulgarien         | 60-52  | 32-22  | 28-30  |
| Litauen - Polen               | 44-53  | 18-28  | 26-25  |
| Ukraine - Slovakiet           | 54-46  | 27-24  | 27-22  |
| Østrig - Italien              | 74-46  | 41-23  | 33-23  |
| Holland - Hviderusland        | 56-51  | 33-24  | 23-27  |
| Rumænien - Serbien-Montenegro | 47-51  | 21-25  | 26-26  |
| Spanien - Tjekkiet            | 51-49  | 31-24  | 20-25  |

## Slutrunde

### Indledende runde
De 16 lande var ved lodtrækning blevet inddelt i fire grupper á fire hold. De tre bedste fra hver gruppe gik videre til mellemrunden.
| Dato   | Kamp                 | Res.  |
| ------ | -------------------- | ----- |
| 7.12.  | Serbien - Makedonien | 23-25 |
| 7.12.  | Ungarn - Østrig      | 42-23 |
| 8.12.  | Østrig - Serbien     | 32-27 |
| 8.12.  | Makedonien - Ungarn  | 22-30 |
| 10.12. | Østrig - Makedonien  | 28-25 |
| 10.12. | Ungarn - Serbien     | 35-27 |

| Gruppe A   | Kampe | Mål    | Point |
| ---------- | ----- | ------ | ----- |
| Ungarn     | 3     | 107-72 | 6     |
| Østrig     | 3     | 83-94  | 4     |
| Makedonien | 3     | 72-81  | 2     |
| Serbien    | 3     | 77-92  | 0     |

| Dato   | Kamp                 | Res.  |
| ------ | -------------------- | ----- |
| 7.12.  | Tyskland - Polen     | 30-20 |
| 7.12.  | Norge - Slovenien    | 41-20 |
| 8.12.  | Slovenien - Tyskland | 30-31 |
| 8.12.  | Polen - Norge        | 21-32 |
| 10.12. | Slovenien - Polen    | 30-34 |
| 10.12. | Norge - Tyskland     | 27-22 |

| Gruppe B  | Kampe | Mål    | Point |
| --------- | ----- | ------ | ----- |
| Norge     | 3     | 102-63 | 6     |
| Tyskland  | 3     | 83-77  | 4     |
| Polen     | 3     | 75-92  | 2     |
| Slovenien | 3     | 80-108 | 0     |

| Dato   | Kamp               | Res.  |
| ------ | ------------------ | ----- |
| 7.12.  | Rusland - Kroatien | 27-22 |
| 7.12.  | Ukraine - Sverige  | 18-22 |
| 9.12.  | Kroatien - Ukraine | 24-23 |
| 9.12.  | Sverige - Rusland  | 15-30 |
| 10.12. | Rusland - Ukraine  | 40-32 |
| 10.12. | Kroatien - Sverige | 21-20 |

| Gruppe C | Kampe | Mål   | Point |
| -------- | ----- | ----- | ----- |
| Rusland  | 3     | 97-69 | 6     |
| Kroatien | 3     | 67-70 | 4     |
| Sverige  | 3     | 57-69 | 2     |
| Ukraine  | 3     | 73-86 | 0     |

| Dato   | Kamp               | Res.  |
| ------ | ------------------ | ----- |
| 7.12.  | Spanien - Holland  | 26-16 |
| 7.12.  | Danmark - Frankrig | 20-24 |
| 9.12.  | Frankrig - Spanien | 24-28 |
| 9.12.  | Holland - Danmark  | 23-30 |
| 10.12. | Danmark - Spanien  | 27-24 |
| 10.12. | Frankrig - Holland | 28-26 |

| Gruppe D | Kampe | Mål   | Point |
| -------- | ----- | ----- | ----- |
| Spanien  | 3     | 78-67 | 4     |
| Frankrig | 3     | 76-74 | 4     |
| Danmark  | 3     | 77-71 | 4     |
| Holland  | 3     | 65-84 | 0     |

### Mellemrunde
De tre bedste fra hver indledende gruppe gik videre til mellemrunden, hvor holdene fra gruppe A og B samledes i gruppe I, mens holdene fra gruppe C og D samledes i gruppe II. Resultaterne fra indbyrdes kampe mellem hold fra samme indledende gruppe blev ført med over til mellemrunden. De to bedste hold i hver gruppe gik videre til semifinalerne, mens treerne gik videre til kampen om 5.pladsen.
| Dato   | Kamp                  | Res.  |
| ------ | --------------------- | ----- |
| 12.12. | Makedonien - Polen    | 33-35 |
| 12.12. | Ungarn - Tyskland     | 27-34 |
| 12.12. | Østrig - Norge        | 24-39 |
| 13.12. | Ungarn - Polen        | 37-21 |
| 13.12. | Østrig - Tyskland     | 22-34 |
| 13.12. | Makedonien - Norge    | 13-28 |
| 14.12. | Østrig - Polen        | 24-33 |
| 14.12. | Makedonien - Tyskland | 20-23 |
| 14.12. | Ungarn - Norge        | 31-34 |

| Gruppe I   | Kampe | Mål     | Point |
| ---------- | ----- | ------- | ----- |
| Norge      | 5     | 160-111 | 10    |
| Tyskland   | 5     | 143-116 | 8     |
| Ungarn     | 5     | 167-134 | 6     |
| Polen      | 5     | 130-156 | 4     |
| Østrig     | 5     | 121-173 | 2     |
| Makedonien | 5     | 113-144 | 0     |

| Dato   | Kamp                | Res.  |
| ------ | ------------------- | ----- |
| 12.12. | Kroatien - Spanien  | 27-29 |
| 12.12. | Rusland - Frankrig  | 25-24 |
| 12.12. | Sverige - Danmark   | 27-22 |
| 13.12. | Kroatien - Frankrig | 21-22 |
| 13.12. | Sverige - Spanien   | 24-19 |
| 13.12. | Rusland - Danmark   | 32-27 |
| 14.12. | Sverige - Frankrig  | 23-28 |
| 14.12. | Kroatien - Danmark  | 26-22 |
| 14.12. | Rusland - Spanien   | 31-24 |

| Gruppe II | Kampe | Mål     | Point |
| --------- | ----- | ------- | ----- |
| Rusland   | 5     | 145-112 | 10    |
| Frankrig  | 5     | 122-117 | 6     |
| Sverige   | 5     | 109-120 | 4     |
| Kroatien  | 5     | 117-120 | 4     |
| Spanien   | 5     | 124-133 | 4     |
| Danmark   | 5     | 118-133 | 2     |

### Slutspil
Slutspilskampene spilles i Hovet, Stockholm.
| Dato              | Kamp                | Res.  |
| ----------------- | ------------------- | ----- |
| Kamp om 5.pladsen |                     |       |
| 16.12.            | Ungarn - Sverige    | 32-25 |
| Semifinaler       |                     |       |
| 16.12.            | Tyskland - Rusland  | 29-33 |
| 16.12.            | Norge - Frankrig    | 28-24 |
| Bronzekamp        |                     |       |
| 17.12.            | Frankrig - Tyskland | 29-25 |
| Finale            |                     |       |
| 17.12.            | Norge - Rusland     | 27-24 |

### Medaljevindere
| Guld | Sølv | Bronze |
| --- | --- | --- |
| Norge | Rusland | Frankrig |
| Kari Grimsbø Anette Hovind Johansen Katja Nyberg Ragnhild Aamodt Goril Snorroeggen Else-Marthe Sørlie Lybekk Tonje Nostvold Karoline Dyhre Breivang Kristine Lunde Gro Hammerseng Kari Mette Johansen Terese Pedersen Marit Malm Frafjord Anne Kjersti Suvdal Katrine Lunde Linn-Kristin Riegelhuth Marianne Rokne | Inna Suslina Polina Vyakhireva Irina Poltoratskaya Oxana Romenskaya Liudmila Postnova Anna Kareeva Liudmila Bodnieva Ekaterina Andryushina Elena Polenova Emilia Turey Natalia Shipilova Maria Sidorova Ekaterina Marennikova Olga Levina Zhanna Yakovleva Irina Bliznova | Stéphanie Lambert Nina Kamto Njitam Angélique Spincer Véronique Pecqueux-Rolland Paule Baudoin Sophie Herbrecht Stéphanie Cano Linda Pradel Isabelle Wendling Ludivine Jacquinot Valérie Nicolas Siraba Dembele Christine Vanparys-Torres Raphaelle Tervel Maakan Tounkara Katty Piejos Alexandra Lacrabere |

### Samlet rangering
De fem bedste hold kvalificerede sig direkte til VM 2007 i Frankrig og EM 2008 i Makedonien.
| EM 2006 | EM 2006  |
| ------- | -------- |
| Guld    | Norge    |
| Sølv    | Rusland  |
| Bronze  | Frankrig |
| 4.      | Tyskland |
| 5.      | Ungarn   |
| 6.      | Sverige  |
| 7.      | Kroatien |
| 8.      | Polen    |

| EM 2006 | EM 2006    |
| ------- | ---------- |
| 9.      | Spanien    |
| 10.     | Østrig     |
| 11.     | Danmark    |
| 12.     | Makedonien |
| 13.     | Ukraine    |
| 14.     | Serbien    |
| 15.     | Holland    |
| 16.     | Slovenien  |